# Wahre Orthodoxe Kirche Moldawiens
Die Wahre Orthodoxe Kirche Moldawiens (rumänisch Biserica Adevărat-Ortodoxă din Moldova, eigene Bezeichnung Russische Orthodoxe Kirche im Ausland unter dem Metropoliten von Kischinjow und Moldawien) ist eine kleine orthodoxe Kirche in der Republik Moldau, Russland und Westeuropa.
Sie wird von anderen orthodoxen Kirchen nicht anerkannt.

## Strukturen

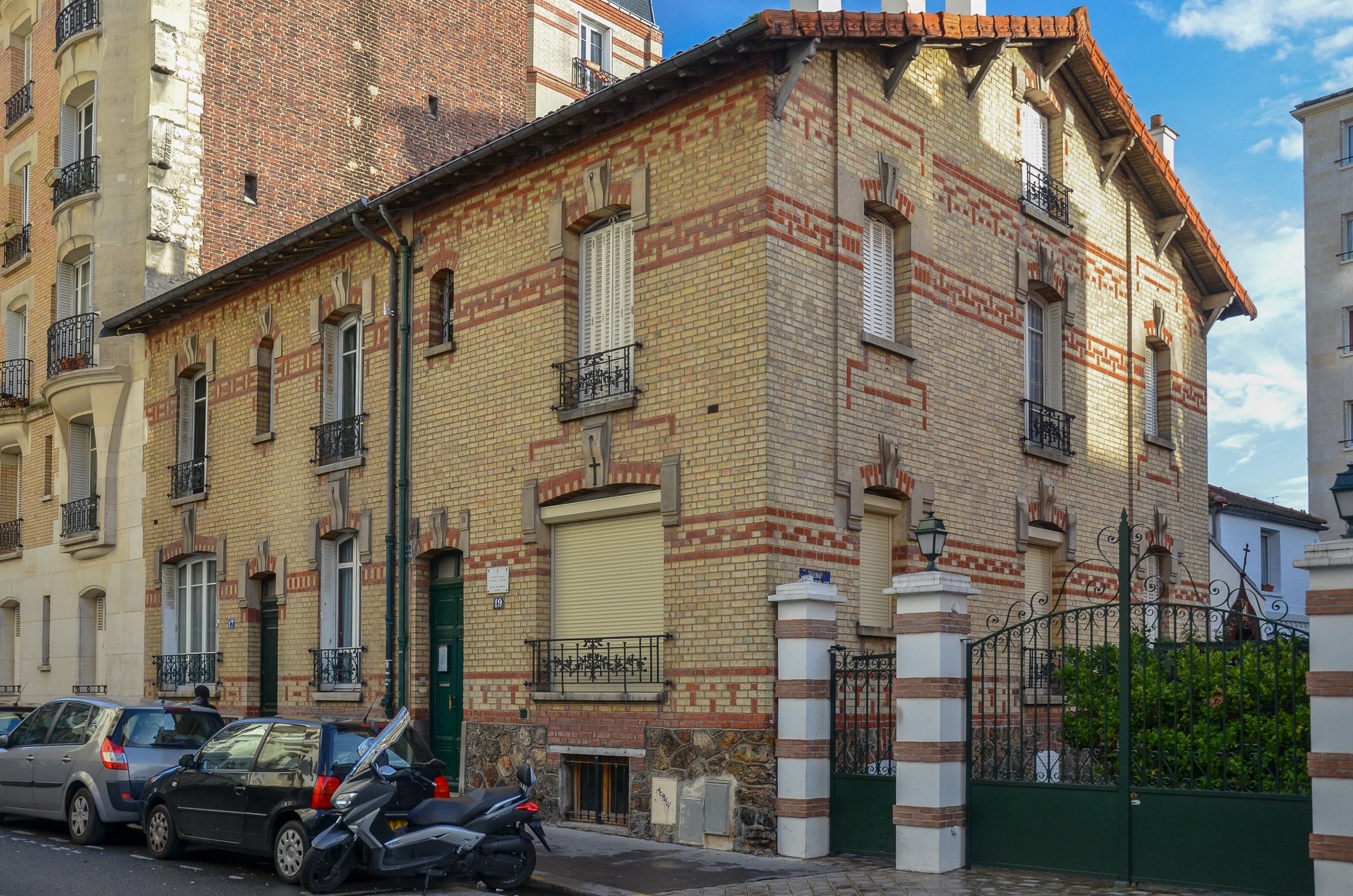
Allerheiligenkirche in Paris

Die Kirche ist in Moldau und Russland in einer Diözese organisiert. 
In Westeuropa bestehen Diözesen in Birmingham und Brüssel und eine Gemeinde in Paris. Dort sind sechs Priester und zwei Mönche tätig.
Die Kirche wird geleitet von Erzbischof  Antonie Rudei.

## Geschichte
1997 wandte sich der Priester Antonie Rudei  mit seiner Gemeinde von der Moldauisch-Orthodoxen Kirche der Russischen Orthodoxen Kirche im Ausland zu. 2000 beantragte er die Registrierung der Wahren Orthodoxen Kirche Moldawiens. Dieses wurde von den Behörden abgelehnt. Nach zwei erfolgreichen Gerichtsentscheidungen in Moldau und der weiteren administrativen Ablehnung wandte sich die Kirche 2002 an den Europäischen Gerichtshof für Menschenrechte. In diesem Jahr wandte sich Andrei Rudei der Russischen Orthodoxen Kirche im Ausland von Witali Ustinow zu. 2003 wurde er von dieser zum Bischof für die Eparchie Westeuropa geweiht.
2007 wurde die Verweigerung der Registrierung vom Europäischen Gerichtshof für Menschenrechte für rechtswidrig erklärt.
Es erfolgte daraufhin die offizielle Registrierung in Moldau. Bischof Antonie weihte zwei Bischöfe für Birmingham und Brüssel.
Im selben Jahr schloss er sich mit Bischof Wladimir und dessen Russischen Orthodoxen Kirche im Ausland zusammen. 2008 trennten sich beide Kirchen wieder. 2013 wurde Antonie Rudei zum Erzbischof seiner Kirche ernannt.